# أجيا
أجيا (بالإنجليزية: Ageia)‏ هي شركة ألعاب فيديو أمريكية سابقة، وكانت تهتم بصناعة البرامج الإلكترونية، إشتهرت بصناعة محرك فيزيكس لأجهزة بلاي ستيشن 2 ومايكروسوفت ويندوز وغيرها، تأسست عام 2002، وأغلقت عام 2008، وكانت تتمركز في سانت كلارا، كاليفورنيا.